# (37325) 2001 QG78
2001 QG78 (asteroide 37325) é um asteroide da cintura principal. Possui uma excentricidade de 0.17645010 e uma inclinação de 8.67880º.
Este asteroide foi descoberto no dia 16 de agosto de 2001 por LINEAR em Socorro.